# رون ريغان (سياسي)
رون ريغان (بالإنجليزية: Ron Reagan)‏ هو سياسي أمريكي، ولد في 11 يوليو 1954 بنورفولك في الولايات المتحدة. حزبياً، نشط في الحزب الجمهوري. وقد انتخب عضو مجلس نواب فلوريدا.